# Alexandre et Campaspe de Larisse
Alexandre et Campaspe de Larisse (ou Apelles et Campaspe) est un ballet d'action en 2 actes de Jean-Georges Noverre, musique de Franz Aspelmayr, créé à Vienne en juin 1772.
Il est repris à Lyon en 1777 et à Londres en 1782, au King's Theatre. Mis à l'affiche de l'Opéra de Paris en 1776, sur une musique de Jean-Joseph Rodolphe, l'œuvre connaît un échec cuisant, malgré l'interprétation de Marie-Madeleine Guimard (Campaspe) et Gaëtan Vestris (Apelles).